# Samuël Glotz
Pour les articles homonymes, voir Glotz.
Samuël Armand Raphaël Glotz, né le 27 novembre 1916 à Binche et mort le 25 janvier 2006 dans la même ville, est un folkloriste belge, conservateur du Musée international du carnaval et du masque de Binche.

## Biographie
Fils d'un patron d'une entreprise de peinture et d'une commerçante, Samuël Glotz accomplit ses humanités à Binche, puis étudie à l'université catholique de Louvain. Il obtient son diplôme de candidat en histoire en 1937, puis de licencié en philologie romane en 1938. En 1943, il devient docteur en philologie romane.
Glotz travaille ensuite comme enseignant. De 1964 à 1969, il occupe le poste de préfet des études de l'athénée royal de Binche.
À côté de son travail de professeur, Samuël Glotz consacre ses recherches à l'histoire et au folklore, principalement au carnaval de Binche et à l'origine de son personnage emblématique, le Gille.  
Il est conservateur du musée de la ville de Binche et des archives, puis du Musée international du carnaval et du masque, qui ouvre officiellement en 1975, jusqu'à sa retraite.
La multiplication des copies maladroites de Gilles dans différents carnavals de la région le préoccupe, ce qui l'amène à proposer une politique de protection du patrimoine culturel aujourd'hui appelé « immatériel ». De cette réflexion naitra dans les années 1980 un Conseil supérieur des arts et des traditions populaires en Communauté française de Belgique.

## Publications
- Samuël Glotz, Le carnaval de Binche, Gembloux, Duculot, coll. « Wallonie, art et histoire » (no 26), 1975.
- Samuël Glotz (dir.), Le masque dans la tradition européenne, Bruxelles, Ministère de la culture française, 1975, XXXI-471 p.
- Samuël Glotz, Tradition carnavalesque de Bâle, Mons, Hainaut-Tourisme, 1979, 95 p.
- (en) Samuël Glotz, De Marie de Hongrie aux gilles de Binche, une double réalité, historique et mythique : introduction critique aux Triomphes de Binche célébrés du 22 au 31 août 1549, Bruxelles, Traditions et parlers populaires Wallonie-Bruxelles, coll. « Tradition wallonne / Catalogues et monographies 9 », 1995, 251 p. (ISBN 2-930047-11-9)